# Władysław Goral
Władysław Goral (Stoczek, 1º maggio 1898 – Oranienburg, febbraio o aprile 1945) è stato un vescovo cattolico polacco, venerato come beato dalla Chiesa cattolica.

## Biografia
Monsignor Władysław Goral nacque a Stoczek il 1º maggio 1898.

### Formazione e ministero sacerdotale
Dopo essersi diplomato alla scuola elementare di Nasutów, studiò nelle scuole secondarie di Lubartów e Lublino. Nel 1916 fu ammesso al seminario di Lublino. Dopo quattro anni venne inviato a Roma per gli studi di filosofia.
Il 18 dicembre 1920 fu ordinato presbitero a Roma. Nel 1926 tornò a Lublino e iniziò a lavorare come professore al seminario.

### Ministero episcopale
Il 10 agosto 1938 papa Pio XI lo nominò vescovo ausiliare di Lublino e titolare di Meloe di Isauria. Ricevette l'ordinazione episcopale il 9 ottobre successivo dal vescovo di Lublino Marian Leon Fulman, coconsacranti il vescovo ausiliare di Pinsk Karol Niemira e quello di Łódź Kazimierz Tomczak.
Era attivo nelle società scientifiche e nelle organizzazioni sociali ed era presidente dell'Unione sacerdotale Unitas. Su sua iniziativa, fu creata una casa per sacerdoti in pensione a Lublino. La sua passione era il lavoro pastorale ed educativo intrapreso a beneficio dei lavoratori. Al fine di formare questi ambienti nello spirito della tradizione cattolica, fondò o co-fondò una serie di organizzazioni cristiane come il Sindacato cristiano della Repubblica di Polonia, l'Università dei lavoratori cristiani e la Società caritativa di Lublino.
A mezzogiorno del 17 novembre 1939, il vescovo, il cancelliere e tutti chierici della curia furono arrestati e messi sotto custodia nella curia diocesana dalla Gestapo. L'operazione è da collocare nell'eliminazione dell'intellighenzia polacca da parte dei tedeschi e prese il nome di Sonderaktion Lublin. Tre professori del seminario e due vicari della cattedrale incontrarono un destino simile. L'intero gruppo (13 sacerdoti) fu trasportato nella dura prigione della Gestapo situata nel castello di Lublino. Il 27 novembre furono processati e condannati a morte. La sentenza fu successivamente commutata in un ergastolo. Il 4 dicembre 1940 vennero inviati nel campo di concentramento di Sachsenhausen.
Dopo essere arrivato a Sachsenhausen, monsignor Goral fu imprigionato in una singola cella di cemento del sub-bunker di Zellenbau, un settore speciale all'interno del campo. Gli fu dato il numero 5605 e dal 1943 fino alla fine, cioè fino alla primavera del 1945, visse isolato nella cella 11 in completa solitudine. Venne privato della compagnia di altri prigionieri, della possibilità di ricevere sacramenti o di leggere qualcosa che fosse stampa nazista. Probabilmente venne fucilato o morì di malattia nel febbraio o nell'aprile del 1945.
Il 16 aprile 1949 su richiesta del consiglio principale dell'Associazione polacca degli ex prigionieri politici nelle prigioni e nei campi di concentramento nazisti gli fu assegnata postuma la croce di comandante con stella dell'Ordine della Polonia restituta "per meriti nell'organizzazione del movimento di resistenza nei campi e nell'aiuto ai prigionieri".

## Beatificazione
È tra i 108 martiri proclamati beati da papa Giovanni Paolo II il 13 giugno 1999 a Varsavia.
L'elogio suo e del beato Stanislao Kubista si legge nel Martirologio romano al 26 aprile.
Il 19 aprile 2004 gli fu intitolata una nuova chiesa parrocchiale a Lublino.

## Genealogia episcopale
La genealogia episcopale è:
- Cardinale Scipione Rebiba
- Cardinale Giulio Antonio Santori
- Cardinale Girolamo Bernerio, O.P.
- Vescovo Claudio Rangoni
- Arcivescovo Wawrzyniec Gembicki
- Arcivescovo Jan Wężyk
- Vescovo Piotr Gembicki
- Vescovo Jan Gembicki
- Vescovo Bonawentura Madaliński
- Vescovo Jan Małachowski
- Arcivescovo Stanisław Szembek
- Vescovo Felicjan Konstanty Szaniawski
- Vescovo Andrzej Stanisław Załuski
- Arcivescovo Adam Ignacy Komorowski
- Arcivescovo Władysław Aleksander Łubieński
- Vescovo Andrzej Mikołaj Stanisław Kostka Młodziejowski
- Arcivescovo Kasper Kazimierz Cieciszowski
- Vescovo Franciszek Borgiasz Mackiewicz
- Vescovo Michał Piwnicki
- Arcivescovo Ignacy Ludwik Pawłowski
- Arcivescovo Kazimierz Roch Dmochowski
- Arcivescovo Wacław Żyliński
- Vescovo Aleksander Kazimierz Bereśniewicz
- Arcivescovo Szymon Marcin Kozłowski
- Vescovo Mečislovas Leonardas Paliulionis
- Arcivescovo Bolesław Hieronim Kłopotowski
- Arcivescovo Jerzy Józef Elizeusz Szembek
- Vescovo Stanisław Kazimierz Zdzitowiecki
- Cardinale Aleksander Kakowski
- Vescovo Marian Leon Fulman
- Vescovo Władysław Goral